# Polistes attavinus
Polistes attavinus (лат.) — ископаемый вид ос из подсемейства Polistinae семейства Vespidae. Обнаружены в миоценовых отложениях Европы. Австрия (Parschlug).
Размер крыла 14,8×3,2 мм.
Вместе с другими ископаемыми видами ос, такими как Palaeopolistes jattioti, Polistes industrius, Polistes signatus, Polistes kirbyanus, Polybia anglica, Polybia oblita, Polistes vergnei, Agelaia electra являются древнейшими бумажными осами подсемейства полистины.